# Katamysis warpachowskyi
Katamysis warpachowskyi ist eine Art der Schwebegarnelen (Mysida), die im Süßwasser und Brackwasser lebt. Die ursprünglich pontokaspisch verbreitete Art ist heute ein Neozoon in mitteleuropäischen Gewässern. Die Art ist die einzige Art der Gattung Katamysis.

## Merkmale
Die Art ähnelt in der Körpergestalt den anderen Schwebegarnelen der Mysidae. Sie sind mit 4 bis 6 Millimeter Körperlänge etwas kleiner als die anderen in Mitteleuropa bisher im Süßwasser nachgewiesenen Arten. Der Körper ist etwas abgeflacht, im Leben dunkelbraun gefärbt (Zum Vergleich: Limnomysis benedeni ist grau oder hell- bis mittelbraun, Hemimysis anomala ist blass rosa). Die Art wirkt eher kurz und gedrungen, mit relativ kleinen, wie bei allen verwandten Arten kurz gestielten Komplexaugen.
Zu einer abgesicherten Bestimmung ist die Form des Hinterrands des Telson und der Antennenschuppe (des zu einem lappenförmigen Anhang umgewandelten Außenasts der Geißel der zweiten Antennen) zu vergleichen. Der Hinterrand des Telson ist bei der Art zungenförmig, hinten konvex abgerundet (nicht eingebuchtet oder gerade abgeschnitten) und mit groben Zähnen (Borsten) besetzt. Die Antennenschuppe trägt am Außenrand (nicht in der Mitte) einen vergrößerten Zahn.

## Biologie und Lebensweise
Die Art ist euryhalin, kommt also sowohl im Süßwasser wie im Brackwasser vor. Sie besiedelt im Kaspisee Brackwasser mit bis zu 13 Promille Salzgehalt, im Schwarzmeerbereich nur Süßwasser bis 3 Promille Salzgehalt. Sie lebt im Uferbereich von Seen und größeren Flüssen, nur im Kaspisee dringt sie auch in größere Wassertiefen vor. In Fließgewässern bleibt sie in Bodennähe im Schutz von Hindernissen, da sie nicht gegen eine stärkere Strömung anschwimmen kann. Beim Sauerstoffgehalt ist sie recht anspruchsvoll und fehlt in Gewässern mit weniger als 6 Milligramm gelöstem Sauerstoff pro Liter. Die Art kann sich sowohl als Filtrierer von planktischen Algen wie auch durch Abweiden von organischen Überzügen auf Substraten ernähren.
Die Art kann mindestens fünf, vermutlich bis zu sechs vollständige Generationen im Jahr ausbilden. Eine Generation ist in etwa 5 Wochen Entwicklungszeit vollendet. Es überwintern fast ausschließlich die Weibchen.

## Verbreitung
Natürlicher Lebensraum der Art ist der Kaspisee und die Unterläufe der großen einmündenden Flüsse, zum Beispiel der Wolga, bis etwa 120 Kilometer flussaufwärts. Sie fehlt im Hauptbecken des Schwarzen Meeres, kommt hier aber in den Flussmündungen und mündungsnahen Bereichen vor, wo diese noch süßwassergeprägt sind. Vorkommen sind hier nur im Nordwesten, im Mündungsbereich der Donau, des Dnjester und des (südlichen) Bug belegt. Sie kommt in Donau und Dnjester natürlicherweise bis etwa 200 Kilometer flussaufwärts vor.
Überraschenderweise wurde die Art 2001 in der oberen Donau gefunden. Nach einem ersten Überraschungsfund im Kuchelauer Hafen in Wien wurden bei anschließenden systematischen Beprobungen weitere Tiere im ungarischen und slowakischen Donauabschnitt bis Komárom gefunden. Funde in vier Häfen deuten auf eine Beteiligung der Schifffahrt an der Einschleppung der Art hin, eine spontane Ausbreitung über eine Verbreitungslücke von 1700 Kilometer in der recht gut untersuchten Donau ist ausgeschlossen. Neunmal trat die Art gemeinsam mit der verwandten Limnomysis benedeni auf. Später wurde sie in weiteren ungarischen Donauabschnitten nachgewiesen, auch gemischt mit Hemimysis anomala. Nach den Beobachtungen in Ungarn bevorzugt sie in der Donau Kiesbänke gegenüber sandigen und schlammigen Partien, sie meidet eher den direkten Uferbereich mit Wassertiefen unter ein Meter. Später wurde die Art, noch eher vereinzelt, auch weiter donauabwärts, in Kroatien und Serbien, gefunden, während sie donauaufwärts nur 13 Kilometer bis Greifenstein vordringen konnte. Die Ausbreitung erfolgte also vermutlich mehr über Drift als über aktives Schwimmen.
Schon 2009 wurde die ersten Individuen von Katamysis warpachowskyi auch im Bodensee gefunden. Die Art hatte also die Wasserscheide Rhein-Donau überwunden. Sie trat hier bevorzugt zwischen größeren Steinblöcken in der Uferpartie auf. Auch hier wird Einschleppung über Schiffs- oder Bootsverkehr angenommen. Seit etwa 2013 ist die Art im gesamten See verbreitet und nicht selten, wenn auch etwas seltener als Limnomysis benedeni.

## Taxonomie und Systematik
Die Art wurde erstbeschrieben von Georg Ossian Sars im ersten Teil seines Werks Crustacea caspia. Das Material hatte er nicht selbst gefunden, sondern aus der Sammlung des russischen Forschers N.A. Warpachowski erhalten, dem zu Ehren er die Art benannte (in der englischen Transkription als Warpachowsky). Viele der von Sars in der Erstbeschreibung genannten Merkmale gelten heute nicht mehr als verlässlich, möglicherweise war sein Material teilweise in schlechtem Zustand. Sars stellte für die Art eine eigene neue Gattung Katamysis auf. Diese Einstufung wurde bis heute nicht bezweifelt. Die Gattung ist, wie bei der Erstbeschreibung, monotypisch geblieben, d. h. es sind keine weiteren Arten hinzugekommen. Heute wird sie innerhalb der Unterfamilie Mysinae der Tribus Paramysini zugeordnet, in der sie nach den morphologischen Merkmalen wohl relativ basal steht.